# 小行星20264
小行星20264（20264 Chauhan）是一颗绕太阳运转的小行星，为主小行星带小行星。该小行星于1998年3月20日发现。

## 轨道参数
小行星20264的轨道半长轴为2.4222392 UA，离心率为0.179。